# Artem Toptsjanjoek
Artem Toptsjanjoek (Oekraïens: Артем Топчанюк) (27 januari 1989) is een Oekraïens voormalig wielrenner.

## Belangrijkste overwinningen
2010
 Oekraïens klimkampioen, Elite
 Oekraïens kampioen op de weg, Beloften
2014
2e etappe (deel B) Ronde van Arad (TTT)

## Ploegen
- 2008 –  ISD-Sport-Donetsk
- 2009 –  ISD-Sport-Donetsk
- 2010 –  ISD Continental Team
- 2011 –  ISD-Lampre Continental
- 2012 –  SP Tableware
- 2013 –  Amore & Vita (vanaf 1-3)
- 2014 –  Amore & Vita-Selle SMP
- 2015 –  Tusnad Cycling Team
- 2019 –  Ferei Pro Cycling Team